# Chiochiș
Chiochiș  (in ungherese Kékes e in tedesco Blaudorf) è un comune della Romania di 3 324 abitanti, ubicato nel distretto di Bistrița-Năsăud, nella regione storica della Transilvania.
Il comune è formato dall'unione di 10 villaggi: Apatiu, Bozieș, Buza Cătun, Chețiu, Chiochiș, Jimbor, Manic, Sînnicoară, Strugureni e Țentea.